# Jodłówka (województwo podkarpackie)

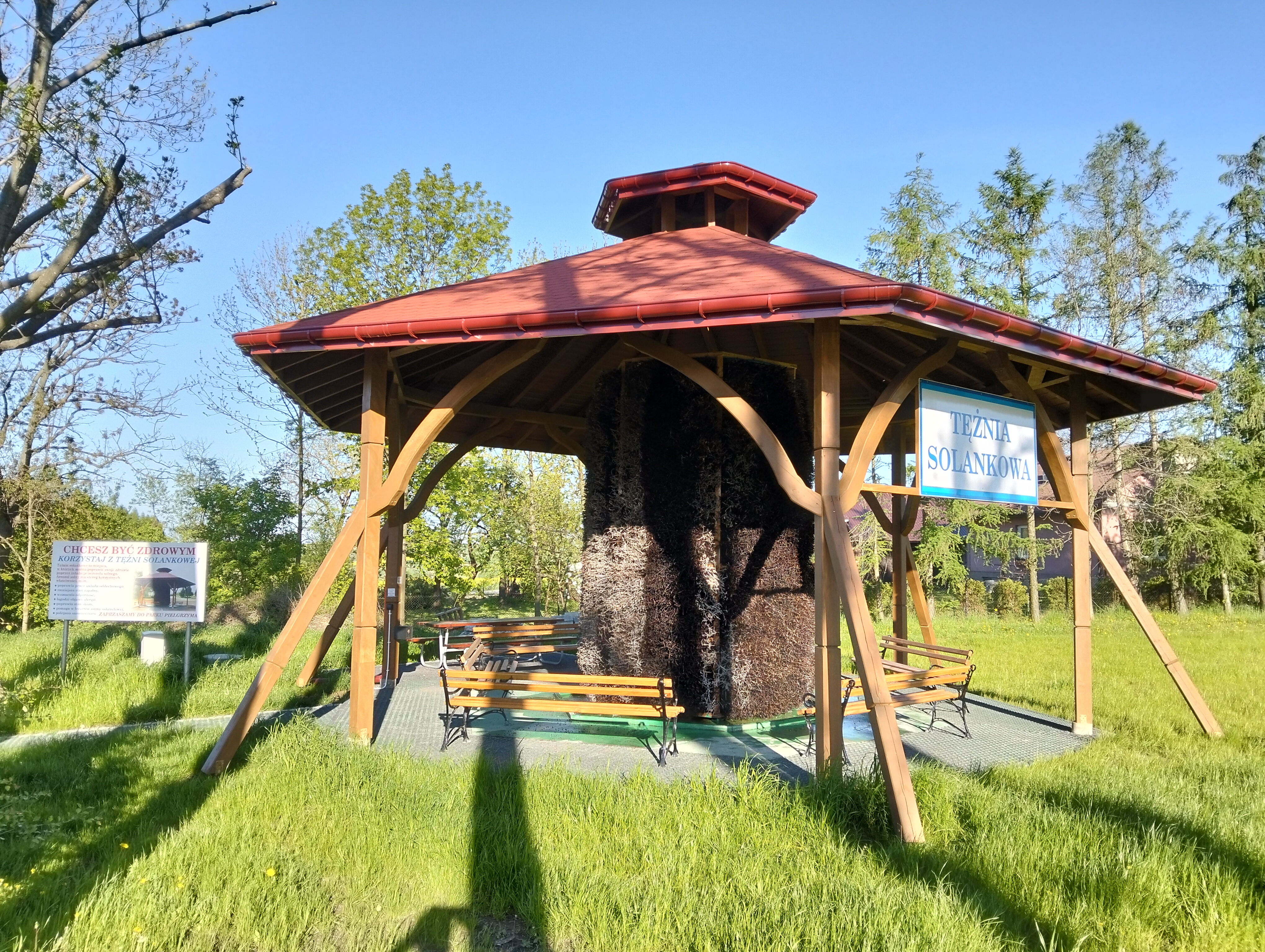
Tężnia solankowa

Jodłówka – wieś w Polsce, położona w województwie podkarpackim, w powiecie jarosławskim, w gminie Pruchnik.
W latach 1954–1972 wieś należała i była siedzibą władz gromady Jodłówka. W latach 1975–1998 miejscowość administracyjnie należała do województwa przemyskiego.
Jodłówka jest położona w odległości 4 km od Pruchnika, na zachodnich krańcach gminy. Rozciąga się na przestrzeni 5 km wzdłuż doliny potoku Jodłówka, dopływu rzeki Mleczki oraz na malowniczych pierwszych wzniesieniach północnej krawędzi Pogórza Dynowskiego, gdzie widnieją stoki pasma Bukowego Grabu z Mechową Górą (447 m n.p.m.) znajdujące się już na granicy gminy.
Na urokliwym terenie stara zabudowa wsi, zachowana w stosunkowo dużym stopniu, stanowi w połączeniu z nowym budownictwem swoiste piękno. W centrum szkoła podstawowa imienia Ignacego Łukasiewicza, obok budynek wielofunkcyjny, w którym znajduje się ośrodek zdrowia, biblioteka, sklep. W pobliżu wybudowany okazały Dom Strażaka. Nieco wcześniej wzniesiono budynek OSP w Jodłówce Parcelacji. Ziemia tej wsi jest zasobna w złoża ropy naftowej i gazu. Prace górnicze prowadzi Sanockie Górnictwo Nafty i Gazu. W grudniu 1996 roku została tam poświęcona figura św. Barbary – wybudowana przez pracowników tegoż górnictwa. Wieś korzysta z gazociągu, telefonizacji. Na wzgórzu pośród pól w otoczeniu okazałych drzew stoi kościół parafialny – Sanktuarium Matki Bożej Pocieszenia, odwiedzane przez liczne pielgrzymki wiernych. Jodłówka jest dużą wsią. Zajmuje powierzchnię 1213 ha. Obecnie liczy 1822 mieszkańców i 353 gospodarstw.

## Części wsi
| SIMC    | Nazwa         | Rodzaj    |
| ------- | ------------- | --------- |
| 0608090 | Dół           | część wsi |
| 0608109 | Folwark       | część wsi |
| 0608115 | Góra          | część wsi |
| 0608121 | Koło Kościoła | część wsi |
| 0608138 | Koło Młyna    | część wsi |
| 0608144 | Na Rachawkach | część wsi |
| 0608150 | Pagor         | część wsi |
| 0608167 | Parcelacja    | część wsi |
| 0608173 | Półanek       | część wsi |
| 0608180 | Rogówka       | część wsi |

## Historia
Wieś posiada stary rodowód sięgający, co najmniej XIV wieku. W aktach grodzkich znajduje się wzmianka o lokowaniu wsi Skokowej (Jodłówka vel in Skokowa – 23 maja 1465). Nie była to nowa lokacja, lecz tylko sadowienie kmieci „na wolach” na nowych łanach leśnych, gdzie wraz z założeniom wsi mieszkańcy mieli prawo karczować las i brać pod uprawę grunta dotąd niezagospodarowane. Skokowa leżała pod lasem (górna część obecnej wsi Jodłówka). Dziś ani w tradycji miejscowej, ani w żadnej nazwie, ani w mapach katastralnych śladu ze Skokowej nie pozostało. Skokowa wymieniana w źródłach łączona jest z Jodłówką i Świebodną.
Od I poł. XV wieku wieś wchodziła w skład dóbr rodu Pruchnickich herbu Korczak i ich spadkobierców. W XV i XVI wieku Jodłówka nazywała się jedynie dolna część dzisiejszej Jodłówki, gdzie istniał młyn. Wzmiankowane też są stawy. W XVI wieku dobra Pruchnickich uległy rozdrobnieniu i przechodziły – głównie drogą wiana w ręce innych rodaków. Na początku XVII wieku Jodłówka była własnością Anny z Pileckich Kostkowej (potem Opalińskiej), a później w 1651 roku – Maksymiliana Aleksandra Trzcińskiego, łowczego Sochaczewskiego, zmarłego w 1653 roku. Wieś od początku swego istnienia posiadała znaczny odsetek ludności ruskiej i mimo poświadczonego istnienia cerkwi w XV wieku, ludność ruska należała do parafii w Rozborzu Okrągłym. Ludność wyznania rzymskokatolickiego należała do parafii w Pruchniku. Tak było do roku 1908. W 1782 roku proboszcz Pruchnika ks. Tomasz Brzezicki wybudował w Jodłówce murowaną kaplicę w miejscu pierwotnie drewnianej, gdzie znajdował się łaskami słynący obraz Matki Bożej. W 1785 roku Jodłówka liczyła 340 mieszkańców wyznania rzymskokatolickiego. O liczbie mieszkańców innych wyznań niewiadome, ale o wiek później stanowili oni niespełna 12% mieszkańców Jodłówki.
Z połowy XIX wieku zachowała się mapa katastralna wsi. Jodłówka była wówczas własnością Edwarda Zakliki. Jego majątek ziemski liczył 340 mórg roli, 74 morgi łąk i pastwisk oraz 446 mórg lasu. Zabudowa wiejska rozciągała się wzdłuż potoczku na obszarze jak obecnie. Główna droga wiejska biegła mniej więcej tym samym, co obecnie szlakiem, ale tylko w części wsi. Przy krzyżówce do Świebodnej odchodziła w stronę przeciwną droga do Pruchnika. Nie było obecnej głównej drogi dojazdowej z Pruchnika do miejsca, z którego skręca się w drogę do kościoła, gdyż ta część wsi stanowiła obszar dworski z murowaną zabudową; dwór, oficyna, budynki gospodarcze, stajnie i zaznaczony na mapie budynek przy drodze do Świebodnej i Rozborza (mogła to być karczma). Na obszarze dworskim istniał młyn oraz dwa duże stawy. Później teren ten uległ całkowitemu przekształceniu, zachowały się jedynie ślady stawów. Zabudowa wiejska w połowie XIX wieku była w całości drewniana. W 1857 roku Jodłówka liczyła 622 mieszkańców i rozciągała się na obszarze 2046 morgów niższoaustryjackich (łącznie z obszarem dworskim). W 1864 roku ks. Antoni Gierad rozpoczął budowę kościoła na wzgórzu obok kaplicy. Kościół pw. Matki Bożej Pocieszenia został poświęcony w 1871 roku. Był to kościół filialny parafii w Pruchniku. W 1907 roku biskup J.S. Pelczar utworzył parafię w Jodłówce, w skład której weszła Świebodna i Wola Rzeplińska. W II poł. XIX wieku nieopodal sanktuarium założono cmentarz. Cerkiew filialna istniała jeszcze w I poł. XIX wieku, później została rozebrana. We wsi znajdowała się szkoła jednoklasowa utworzona w 1864 roku. U schyłku XIX wieku Jodłówka liczyła 900 mieszkańców, z czego 800 było wyznania rzymskokatolickiego, a 100 greckokatolickiego.
Na początku XX wieku wieś znajdowała się w posiadaniu Włodzimierza Bieniewskiego i była jego własnością aż do II wojny światowej włącznie. W 1902 roku Jodłówka liczyła 1201 mieszkańców i 193 domy. W okresie międzywojennym właściciel Włodzimierz Bieniewski przeprowadził parcelację obszaru dworskiego. Tereny te nadal określane są mianem „Parcelacja”. Całkowita dewastacja zespołu dworskiego nastąpiła po II wojnie światowej.
W Jodłówce na górze św. Marii znajduje się Sanktuarium Matki Bożej Pocieszenia – miejsce duchowego wzrastania. To kościół w stylu neogotyckim z lat 1864–1871. W ołtarzu głównym znajduje się łaskami słynący obraz Matki Bożej Pocieszenia pochodzący przypuszczalnie z XVII wieku. Jego koronacji 31 sierpnia 1975 dokonał ks. kard. Karol Wojtyła. Opodal świątyni kościółek z 1772 roku, oraz XVIII-wieczna kapliczka nad źródełkiem. Wewnątrz niej studzienka z wodą od dawna uważana za uzdrawiającą. Oprócz sanktuarium, Jodłówka posiada jeszcze jedną zabytkową kapliczkę, znajdującą się w pobliżu szkoły, datowaną na XIX wiek. W pobliżu Sanktuarium Maryjnego w Jodłówce mieści się cmentarz, na którym znajdują się mogiły straconych przez okupanta hitlerowskiego – górnika, rozstrzelanego przez Wehrmacht 4 czerwca 1944 r. oraz dwóch rolników rozstrzelanych w Świebodnej 19 grudnia 1940 roku. Jest tam również mogiła z tablicą pamiątkową dla uczczenia trzech partyzantów: Józefa Pieszko, Franciszka Zająca i Edwarda Cichego, zabitych przez hitlerowców w walce 24 lipca 1944 roku w Pruchniku. Mogiłą opiekują się rodziny i młodzież szkolna.